# Zoltán Péter
Zoltán Péter (ur. 23 marca 1958 w Zalaistvánd) – węgierski piłkarz grający na pozycji obrońcy.

## Kariera klubowa
Karierę piłkarską Péter rozpoczął w klubie Zalaegerszegi TE. W 1977 roku awansował do kadry pierwszej drużyny i zadebiutował w niej w pierwszej lidze węgierskiej. Największe sukcesy z Zalaegerszegi osiągnął w latach 1985 i 1986, gdy zajął z tym klubem 4. miejsce w lidze. W 1987 roku odszedł do austriackiego First Vienna FC, w którym grał 2 lata. W 1989 roku wrócił do Zalaegerszegi, a w 1990 roku zakończył karierę. W lidze węgierskiej rozegrał 276 meczów i zdobył 37 goli.

## Kariera reprezentacyjna
W reprezentacji Węgier Péter zadebiutował 26 października 1979 roku w przegranym 0:2 towarzyskim spotkaniu ze Stanami Zjednoczonymi. W 1986 roku został powołany przez selekcjonera Györgya Mezeya do kadry na Mistrzostwa Świata w Meksyku w 1986 roku. Na tym turnieju rozegrał jedno spotkanie, przegrane 0:6 ze Związkiem Radzieckim. Od 1979 do 1984 roku rozegrał w kadrze narodowej 28 meczów i strzelił 4 gole.